# アッティリオ・シモネッティ

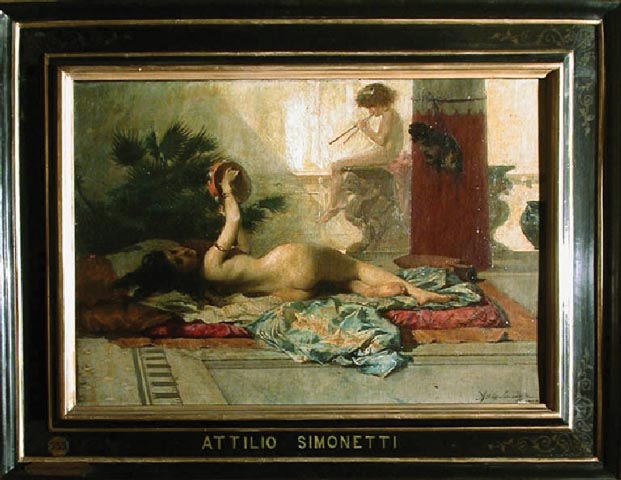
アッティリオ・シモネッティ作「ポンペイの芸人」ミラノ近代美術館蔵

アッティリオ・シモネッティ（Attilio Simonetti、 1843年4月13日 - 1925年1月14日）はイタリアの画家である。

## 略歴
ローマの銀細工師、宝飾品商の息子に生まれた。母親は有名なモザイク作家 ジャコモ・ラファエリ(Giacomo Raffaelli: 1753–1836)の家系の出身である。弟のエットーレ・シモネッティ(Ettore Simonetti:1857–1909)と、父親の仕事を継いだ兄、フランチェスコ(Francesco Simonetti:1797-1861)の息子のアメデオ・シモネッティ（Amedeo Simonetti:1874–1922）も画家になり、アッティリオ・シモネッティの息子、ヴィルジリオ・シモネッティ(Virgilio Simonetti:1897–1922)も画家になった。
早くから熱心に絵を描き、1857年からローマに滞在したスペインの画家、マリアノ・フォルトゥーニ (1838-1874)と知り合い、弟子になった。16歳になった時、画家のオルテス(Nicola Ortis)が両親に画家にするように説得した。
1868年にミラノのブレラ美術アカデミーの展覧会に作品を出展した。イタリア各地を旅し、ナポリの画家、フィリッポ・パリッチ(1818-1899)と知り合い、1877年にはナポリで開かれた全イタリア美術展(Neapolitan Esposizione Nazionale di Belle Arti)に招待されて出展し、出展作はイタリア皇太子であったウンベルト1世に買い上げられた。
1875年にローマ水彩画家協会(Associazione degli Acquarellisti romani)の創立会員となり、主要なメンバーとして活動した。
古美術収集家、古美術商としても活動し、古美術の顧客にはアメリカの富豪、ジョン・モルガンやアスター子爵らがいた。ニューヨークのメトロポリタン美術館には、16世紀頃のエジプト絨毯が「シモネッティの絨毯」として展示されている。
シモネッティの作品はミラノの近代美術館(Galleria d'Arte Moderna)などに収蔵されている。